# Libelloides syriacus
Libelloides syriacus är en insektsart som först beskrevs av Robert McLachlan 1871.
Libelloides syriacus ingår i släktet Libelloides och familjen fjärilsländor. Inga underarter finns listade i Catalogue of Life.